# 조시 쿨리
조시 쿨리(영어: Josh Cooley, 1980년 5월 23일 ~ )는 미국의 애니메이터로, 픽사 소속이다. 《인크레더블》(2004), 《카》(2006), 《라따뚜이》(2007), 《업》(2009)에서 스토리보드 작업에 참여했고, 《인사이드 아웃》(2015)에서 피트 닥터, 멕 러포브와 공동 감독을 맡는다. 《인사이드 아웃》은 그해 아카데미 장편 애니메이션상을 수상했다. 2018년 개봉 예정인 《토이 스토리 4》를 연출한다.